# Караџића чатмара
Караџића чатмара је једна од најстаријих кућа на планини Тари, близу пута Бајина Башта - Перућац, у оквиру НП Тара.
Познато је да је грађевину, првобитно намењену за сушење жита, 1901. године купио Богдан Караџић. Кућа је квадратне основе, имала је главну радну просторију и две мање за конак радницима. Била је без тавана, са горњим делом у форми сушаре. У централном делу налазила се оџаклија. Зидови су били од бондрука-чатме са вратима на супротним странама. Чатмара је наткривена високим и стрмим четвороводним кровом, на коме је још увек ћерамида из првих деценија 20. века.